# Байла
Байла — деревня в Тисульском районе Кемеровской области. Входит в состав Третьяковского сельского поселения.

## География
Центральная часть населённого пункта расположена на высоте 223 метров над уровнем моря.

## Население
По данным Всероссийской переписи населения 2010 года, в деревне Байла проживает 94 человека (40 мужчин, 54 женщины).